# Кибет, Стивен
Стивен Косгеи Кибет — кенийский бегун на длинные дистанции. На чемпионате мира по полумарафону 2012 года стал чемпионом в командном зачёте и занял 5-е место в личном первенстве.
На Дубайском марафоне 2011 года финишировал 5-м с результатом 2:09.27. Победитель полумарафона CPC Loop Den Haag 2012 года с результатом 58.54 — это 7-е место в списке самых быстрых бегунов на этой дистанции. Занял 4-е место на Роттердамском марафоне 2012 года — 2:08.05.
Занял 5-е место на Рас-эль-Хаймском полумарафоне 2013 года с результатом 59.59. 7 апреля 2013 года занял 4-е место на Миланском марафоне — 2:12.31.